# Estadio Joaquim Henrique Nogueira
El Estadio Joaquim Henrique Nogueira, también conocido como Arena do Jacaré es un estadio de fútbol en la ciudad de Sete Lagoas, estado de Minas Gerais en Brasil, posee una capacidad de 20 500 asientos. El estadio se llama así porque fue el agricultor y miembro de una de las familias más tradicionales de la región - Joaquim Henrique Nogueira - quien donó el terreno donde se construyó el estadio.
En 2010, con la reforma del Estadio Mineirão para el Mundial de Fútbol de 2014, el Arena do Jacaré empezó a recibir los juegos de los equipos en la capital del estado. Con este fin, el estadio pasó por un período de reformas, que comenzó en 2009. Sillas fueron instaladas en todo el estadio, la capacidad se incrementó, el aparcamiento fue ampliado, fueron construidos nuevos sectores de prensa, puertas de entrada y la salida de iluminación que permitió jugar partidas por la noche.